# Baia di Cashla
La baia di Cashla (Cashla Bay in inglese) è una piccola e stretta insenatura del Connemara meridionale, in Irlanda, situata subito ad ovest di quella di Galway. .
Prende il nome da uno dei centri che vi ci si affacciano, quello più interno, Cashla, ma sarebbe una baia abbastanza irrilevante se non fosse che ospita il centro di Rossaveal, uno dei principali attracchi per raggiungere il porto di Kilronan sulle vicine isole Aran.